# Premier di Terranova e Labrador
Il Premier di Terranova e Labrador (in inglese: Premier of Newfoundland and Labrador, in francese: Première ministre de Terre-Neuve-et-Labrador) è il capo del governo della provincia canadese di Terranova e Labrador.

## Elenco

### Colonia di Terranova e Labrador (1855-1907)
| Premier Partito | Premier Partito | Premier Partito                                                            | Mandato                                            |
| --------------- | --------------- | -------------------------------------------------------------------------- | -------------------------------------------------- |
|                 | 1               | Philip Francis Little Partito Liberale di Terranova e Labrador             | 7 maggio 1855 – 1858                               |
|                 | 2               | John Kent Partito Liberale di Terranova e Labrador                         | 1858 – 1861                                        |
|                 | 3               | Hugh Hoyles Partito Conservatore di Terranova e Labrador                   | 1861 – aprile 1865                                 |
|                 | 4               | Frederick Carter Indipendente (1º mandato)                                 | aprile 1865 – gennaio 1870 (Governo di coalizione) |
|                 | 5               | Charles Fox Bennett Partito Anti-Confederazione                            | gennaio 1870 – 31 gennaio 1874                     |
|                 | -               | Frederick Carter Partito Conservatore di Terranova e Labrador (2º mandato) | 31 gennaio 1874 – aprile 1878                      |
|                 | 6               | William Whiteway Partito Conservatore di Terranova e Labrador (1º mandato) | 1878 – 1885                                        |
|                 | 7               | Robert Thorburn Partito Riformista Liberale                                | 1885 – 1889                                        |
|                 | -               | William Whiteway Partito Liberale di Terranova e Labrador (2º mandato)     | 1889 – 11 aprile 1894                              |
|                 | 8               | Augustus Goodridge Partito Tory                                            | 11 aprile 1894 – 13 dicembre 1894                  |
|                 | 9               | Daniel Greene Partito Liberale di Terranova e Labrador                     | 13 dicembre 1894 – 8 febbraio 1895                 |
|                 | -               | William Whiteway Partito Liberale di Terranova e Labrador (2º mandato)     | 8 febbraio 1895 – ottobre 1897                     |
|                 | 10              | James Spearman Winter Partito Tory                                         | ottobre 1897 – 6 marzo 1900                        |
|                 | 11              | Robert Bond Partito Liberale di Terranova e Labrador                       | 6 marzo 1900 – 25 settembre 1907                   |

### Dominio di Terranova e Labrador (1907-1934)
| Premier Partito | Premier Partito | Premier Partito                                                  | Mandato                           |
| --------------- | --------------- | ---------------------------------------------------------------- | --------------------------------- |
|                 | 1               | Robert Bond Partito Liberale di Terranova e Labrador             | 26 settembre 1907 – 2 marzo 1909  |
|                 | 2               | Edward Morris Partito Popolare                                   | 2 marzo 1909 – 31 dicembre 1917   |
|                 | 3               | William Frederick Lloyd Partito Liberale di Terranova e Labrador | 5 gennaio 1918 – 22 maggio 1919   |
|                 | 4               | Michael Patrick Cashin Partito Popolare                          | 22 maggio 1919 – 17 novembre 1919 |
|                 | 5.              | Richard Squires Partito Riformista Liberale                      | 17 novembre 1919 – 24 luglio 1923 |
|                 | 6               | William Warren Partito Riformista Liberale                       | 24 luglio 1923 – 10 maggio 1924   |
|                 | 7               | Albert Hickman (governo provvisorio)                             | 10 maggio 1924 – 9 giugno 1924    |
|                 | 8               | Walter Stanley Monroe Partito Progressista Liberal-Conservatore  | 9 giugno 1924 – agosto 1928       |
|                 | 9               | Frederick Alderdice Partito Progressista Liberal-Conservatore    | agosto 1928 – 17 novembre 1928    |
|                 | -               | Richard Squires Partito Liberale di Terranova e Labrador         | 17 novembre 1928 – giugno 1932    |
|                 | -               | Frederick Alderdice Partito Unito di Terranova                   | giugno 1932 – 30 gennaio 1934     |

### Commissione governativa (1934–1949)
Dal 1934 al 1949, Terranova fu governata da una Commissione governativa. Era composta da sei membri nominati dal governo britannico, tre ciascuno dalla Gran Bretagna e da Terranova.
| Premier | Premier                                                      | Mandato              |
| ------- | ------------------------------------------------------------ | -------------------- |
|         | David Murray Anderson                                        | 1934 – 1935          |
|         | Humphrey T. Walwyn                                           | 1936 – 1946          |
|         | Gordon Macdonald de facto Governato e pure Paymaster General | 1946 – 31 marzo 1949 |

### Terranova e Labrador (dal 1949)
| Premier Partito | Premier Partito | Premier Partito                                                            | Mandato                              |
| --------------- | --------------- | -------------------------------------------------------------------------- | ------------------------------------ |
|                 | 1               | Joey Smallwood Partito Liberale di Terranova e Labrador                    | 1º aprile 1949 – 18 gennaio 1972     |
|                 | 2               | Frank Moores Partito Conservatore Progressista di Terranova e Labrador     | 18 gennaio 1972 – 26 marzo 1979      |
|                 | 3               | Brian Peckford Partito Conservatore Progressista di Terranova e Labrador   | 26 marzo 1979 – 22 marzo 1989        |
|                 | 4               | Thomas Rideout Partito Conservatore Progressista di Terranova e Labrador   | 22 marzo 1989 – 5 maggio 1989        |
|                 | 5               | Clyde Wells Partito Liberale di Terranova e Labrador                       | 5 maggio 1989 – 26 gennaio 1996      |
|                 | 6               | Brian Tobin Partito Liberale di Terranova e Labrador                       | 26 gennaio 1996 – 16 ottobre 2000    |
|                 | 7               | Beaton Tulk Partito Liberale di Terranova e Labrador                       | 16 ottobre 2000 – 13 febbraio 2001   |
|                 | 8               | Roger Grimes Partito Liberale di Terranova e Labrador                      | 13 febbraio 2001 – 6 novembre 2003   |
|                 | 9               | Danny Williams Partito Conservatore Progressista di Terranova e Labrador   | 6 novembre 2003 – 3 dicembre 2010    |
|                 | 10              | Kathy Dunderdale Partito Conservatore Progressista di Terranova e Labrador | 3 dicembre 2010 – 24 gennaio 2014    |
|                 | 11              | Tom Marshall Partito Conservatore Progressista di Terranova e Labrador     | 24 gennaio – 26 settembre 2014       |
|                 | 12              | Paul Davis Partito Conservatore Progressista di Terranova e Labrador       | 26 settembre 2014 – 14 dicembre 2015 |
|                 | 13              | Dwight Ball Partito Liberale di Terranova e Labrador                       | 14 dicembre 2015 – in carica         |